# Іван Іглесіас
Іван Іглесіас (ісп. Iván Iglesias, нар. 16 грудня 1971, Хіхон) — іспанський футболіст, що грав на позиції півзахисника, зокрема, за «Барселону» та «Реал Ов'єдо».

## Ігрова кар'єра
Народився 16 грудня 1971 року в Хіхоні. Вихованець футбольної школи місцевого «Спортінга». Дорослу футбольну кар'єру розпочав 1991 року в основній команді того ж клубу, в якій провів два сезони, взявши участь у 43 матчах чемпіонату. 
Своєю грою за цю команду привернув увагу представників тренерського штабу «Барселони», до складу якого приєднався 1993 року. Відіграв за каталонський клуб наступні два сезони своєї ігрової кар'єри. Більшість часу, проведеного у складі «Барселони», був основним гравцем команди.
Протягом 1995—1996 років знову захищав кольори «Спортінга», а 1996 року уклав контракт з клубом «Реал Ов'єдо», у складі якого провів наступні чотири роки своєї кар'єри гравця.  Граючи у складі «Реала Ов'єдо» також здебільшого виходив на поле в основному складі команди.
Завершував ігрову кар'єру у «Райо Вальєкано», за який виступав протягом 2000—2002 років.